# Charles William Eliot
Charles William Eliot, född 20 mars 1834 i Boston, död 22 augusti 1926, var en amerikansk pedagog och vetenskapsman. Han var under 40 år president vid Harvard University, och kom under den tiden att förändra både Harvard och amerikansk högre utbildning.

## Examen och Europa
1853 tog Eliot examen från Harvard University, och blev därefter lärare och senare forskarassistent i kemi och matematik vid samma universitet. Han kom att verka vid Harvard fram till 1926.
Av olika personliga orsaker bestämde sig Eliot för att resa till Europa, framförallt Frankrike och Tyskland; där kom han att uppleva de snabba förändringar som skedde i universitetsvärlden, framförallt i Tyskland. Med dessa insikter återvände han till en professur i analytisk kemi vid Massachusetts Institute of Technology 1865. Under den här perioden pågick en stor debatt om universitetens och collegens roll. Med industrialiseringen kom höjda krav på en mer yrkesinriktad högre utbildning, något som inte togs emot väl av alla — däribland Eliot. I en essä med namnet "The New Education" i Atlantic Monthly försvarade Eliot en gedigen och bred grundutbildning. Han menade att lösningen ligger i en kombination av den forskningskultur som växte fram vid de europeiska universiteten men samtidigt bevarandet av flera av de amerikanska collegens traditioner. Undergraduate studenter skulle lämnas fria att lägga upp sin utbildning relativt fritt efter sina intressen och med grund i de fria konsterna.

## Harvards president
Några månader efter att essän hade publicerats erbjöds Eliot att ta över som Harvards president, något han var från 1869 till 1909, till idag den längsta tid en president har haft sin roll på Harvard. Eliot företog en betydelsefull omorganisation av undervisningsanstalten, som under hans ledning blev ett av USA:s främsta universitet, och verkade även för en mer praktisk inriktning av USA:s skolväsen. Hans reformer på Harvard har varit betydelsefulla i framväxten av de moderna amerikanska universiteten överlag. Efter hans många reformer hade studenterna betydligt färre obligatoriska kurser och betydligt fler fria val. Han propagerade för att individen skulle låtas påverka sitt eget öde. 1885 i ett uppmärksammat tal konstaterade han:
| ”                                                                                | Vid arton års ålder har den amerikanska pojken passerat den ålder då obligatorisk extern disciplin är användbar. […] En välinformerad ungdom kan vid arton års ålder välja själv — inte för någon annan pojke, eller för den fiktiva universella pojken utan för sig själv allena — en bättre studieväg än någon universitetsfakultet eller vis man som inte känner honom och hans förfäder och hans tidigare liv rimligtvis kan välja åt honom. | „ |
| – Citat ur debatt mellan Eliot och Princeton Universitys president James McCosh. | |   |

Med några få undantag har amerikansk högre utbildning gått betydligt mer åt Eliots håll än McCoshs hållning: att universiteten måste innebära en tydlig hierarki med ett tydligt ramverk för att inte misslyckas i sitt uppdrag som beskyddare.
Eliot har utgett flera skrifter i religion, politik med mera.

## Övrigt
Asteroiden 5202 Charleseliot är uppkallad efter honom.